# Yiddish Connection (film, 1986)
Pour l’article homonyme, voir Yiddish Connection.
Pour plus de détails, voir Fiche technique et Distribution.
Yiddish Connection est un film français réalisé par Paul Boujenah et sorti en 1986.

## Synopsis
Le propriétaire d'une pâtisserie et un brocanteur vivent dans le quartier du Marais à Paris, et se disputent continuellement. Deux jeunes hommes ont besoin d'argent, et l'un d'eux tombe par hasard sur un coffre-fort.

## Fiche technique
- Réalisation : Paul Boujenah, assisté de Philippe Guez
- Scénario : Charles Aznavour
- Production :  AFC, FR3 Films Production, UGC
- Photographie : Yves Dahan
- Musique : Georges Garvarentz
- Montage : Eva Zora
- Durée : 97 minutes
- Date de sortie: 27 août 1986

## Distribution
- Charles Aznavour : Aaron Rapoport
- Ugo Tognazzi : Mosche
- André Dussollier : Le séminariste
- Vincent Lindon : Zvi
- Charly Chemouny : Samy
- Roland Blanche : Franco
- Jean-Claude Dauphin : Toussaint
- Jean-Pierre Castaldi